# Alphonse Stengelin
Alphonse Stengelin (1852-1938) est un peintre, graveur aquafortiste et lithographe français, ayant travaillé entre autres aux Pays-Bas et en Suisse une partie de sa vie.

## Biographie

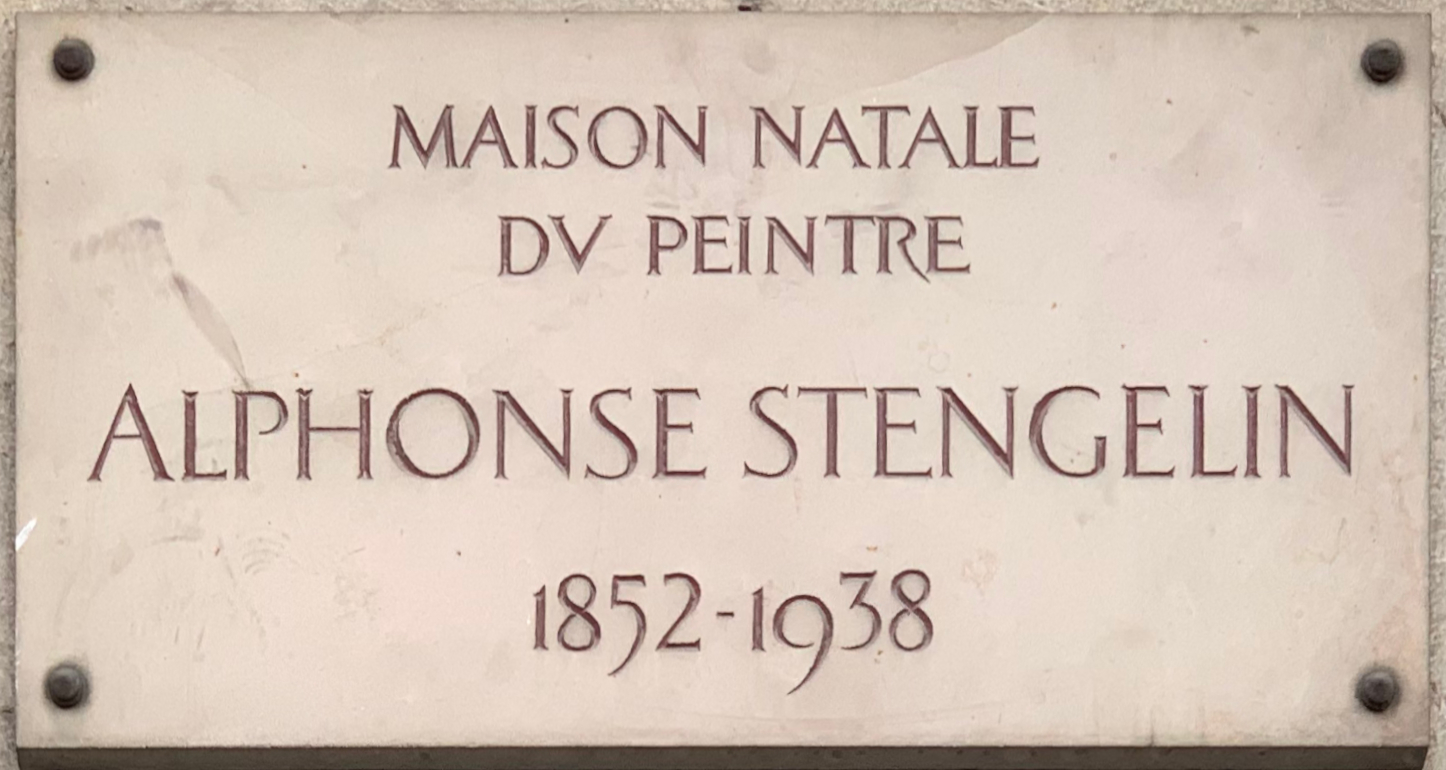
Plaque sur sa maison natale.

Alphonse Stengelin est né à Lyon dans le 1er arrondissement le 26 septembre 1852 dans une maison située au 9 de l'actuel quai André-Lassagne (ancien quai Saint-Clair). Cette maison, construite par Germain Soufflot, avait été acquise par son grand-oncle, Étienne Evesque, banquier. Le père du peintre était devenu l'associé de la maison de banque Evesque & Cie.
Ancien élève du lycée Ampère, il entre à l'école des beaux-arts de Lyon et devient l'élève de Joseph Guichard, directeur de l'école et qui fut proche de graveurs, Fleury-Chenu et Florian-Némorin Cabane (1831-1922). Il se lie d'amitié avec Jean Seignemartin. Jeune-homme, il s'exerce à copier des tableaux de maîtres situés dans la galerie flamande et hollandaise du musée de la place des Terreaux ; il admire Rembrandt.
Entre 1875 et 1910, il entreprend de nombreux voyages (Francfort, Bâle, Montpellier, Italie), ouvre un petit atelier à Montmartre, au 18 passage de l’Élysée des Beaux-Arts, puis séjourne régulièrement aux Pays-Bas, où il produit des toiles, mais aussi des eaux-fortes et des lithographies. Les toiles de cette époque représentent des paysages, des marines, des animaux, et s'inspirent souvent des maîtres hollandais tels que Jan van Goyen et Jacob van Ruisdael. De fait, ses propres gravures et lithographies sont issues principalement de ses propres toiles. Les petits ports et littoraux de Hooghalen et Katwijk sont ses lieux de villégiatures préférés. Il s'inspire également des paysages et de la faune du pays de Bresse.
Il épouse en 1888 sa cousine Coraly Stengelin (1860-1945) ; ils auront quatre enfants. Le 13 mars 1907, son nom est donné à une rue de Katwijk : il décide de signer désormais ses œuvres « Stengelin van Katwijk ».
En 1910, Philippe Zilcken, avec qui il était lié, publie à La Haye un premier catalogue autour de ses travaux gravés, répertoriant cinquante pièces, et Raymond Bouyer produit sur son travail deux importantes études dans la Revue de l'art ancien et moderne (1910-1913).
Il réside avant 1914 entre la ville d'Écully, où il possède une maison avec son épouse, et les Pays-Bas. Cette maison fut détruite lors d'un incendie accidentel en 1925.
Il meurt le 12 mars 1938 à Satigny, près de Genève, en Suisse, où il s'était installé chez son frère Henri Stengelin.
La ville d'Écully possède une place Alphonse-Stengelin, inaugurée en novembre 1978.

## Choix d'œuvres

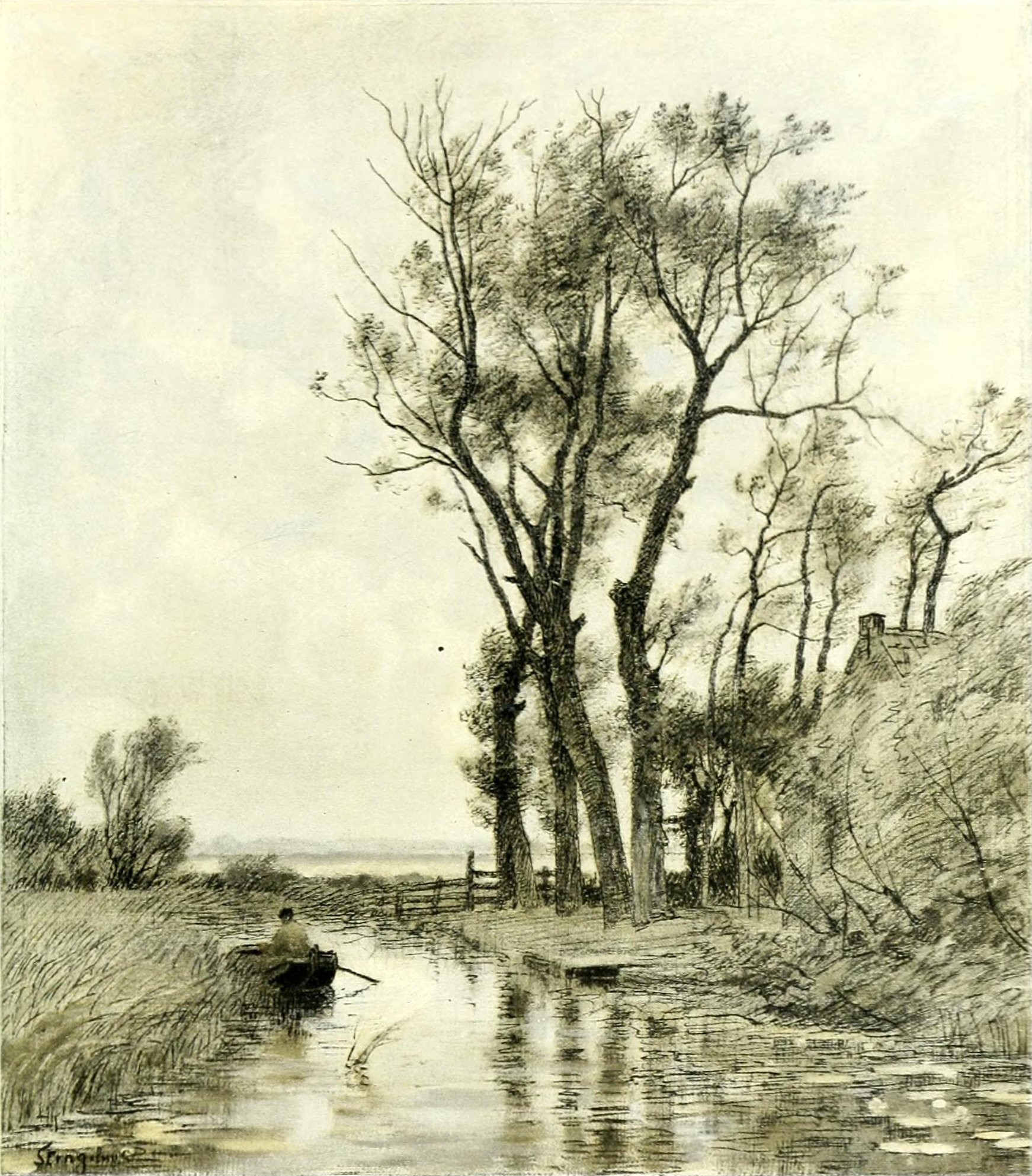
Bords de rivière. Hollande (avant 1904), huile sur toile, ancienne collection José Frappa
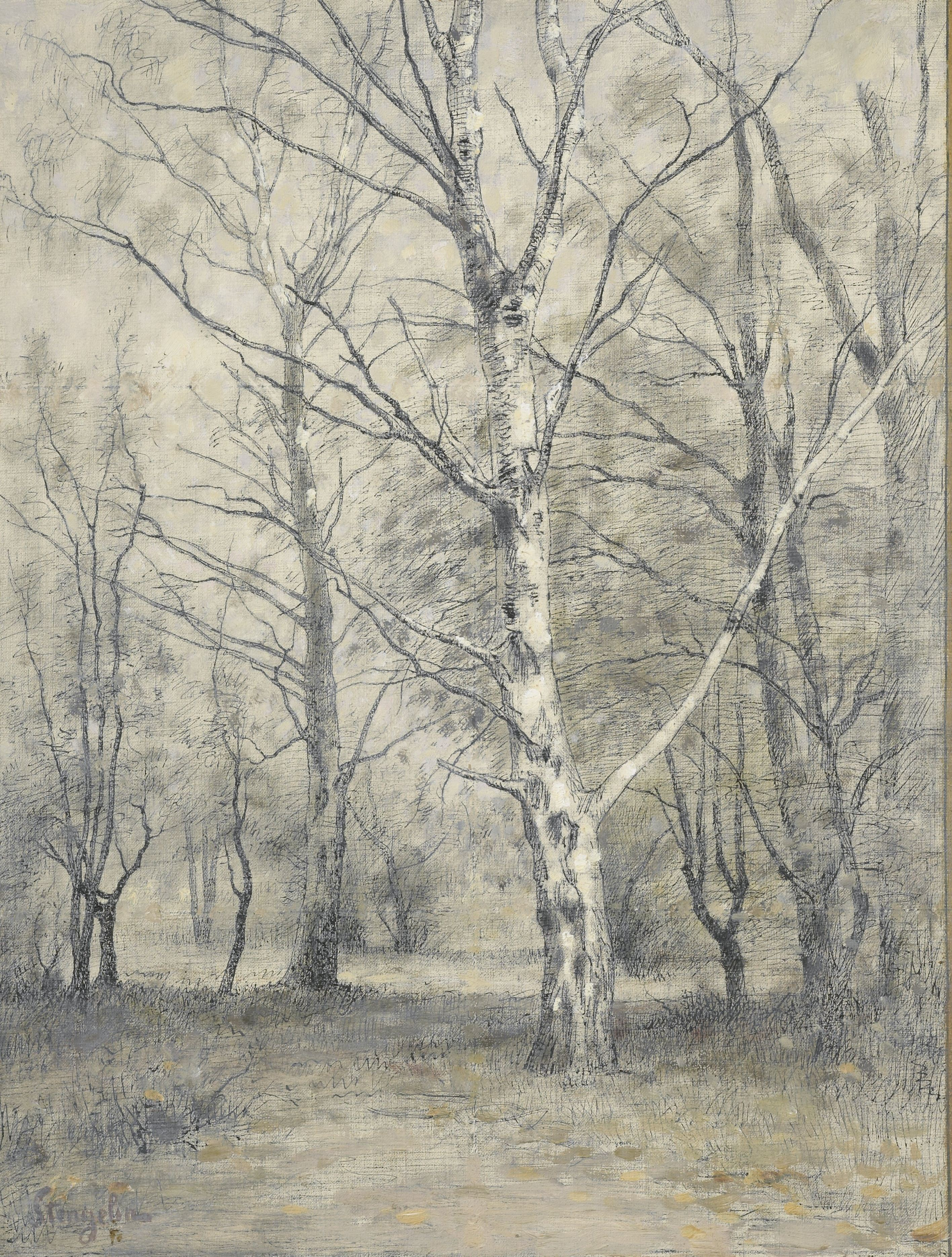
Forêt de bouleaux, huile sur toile, Rijksmuseum Amsterdam
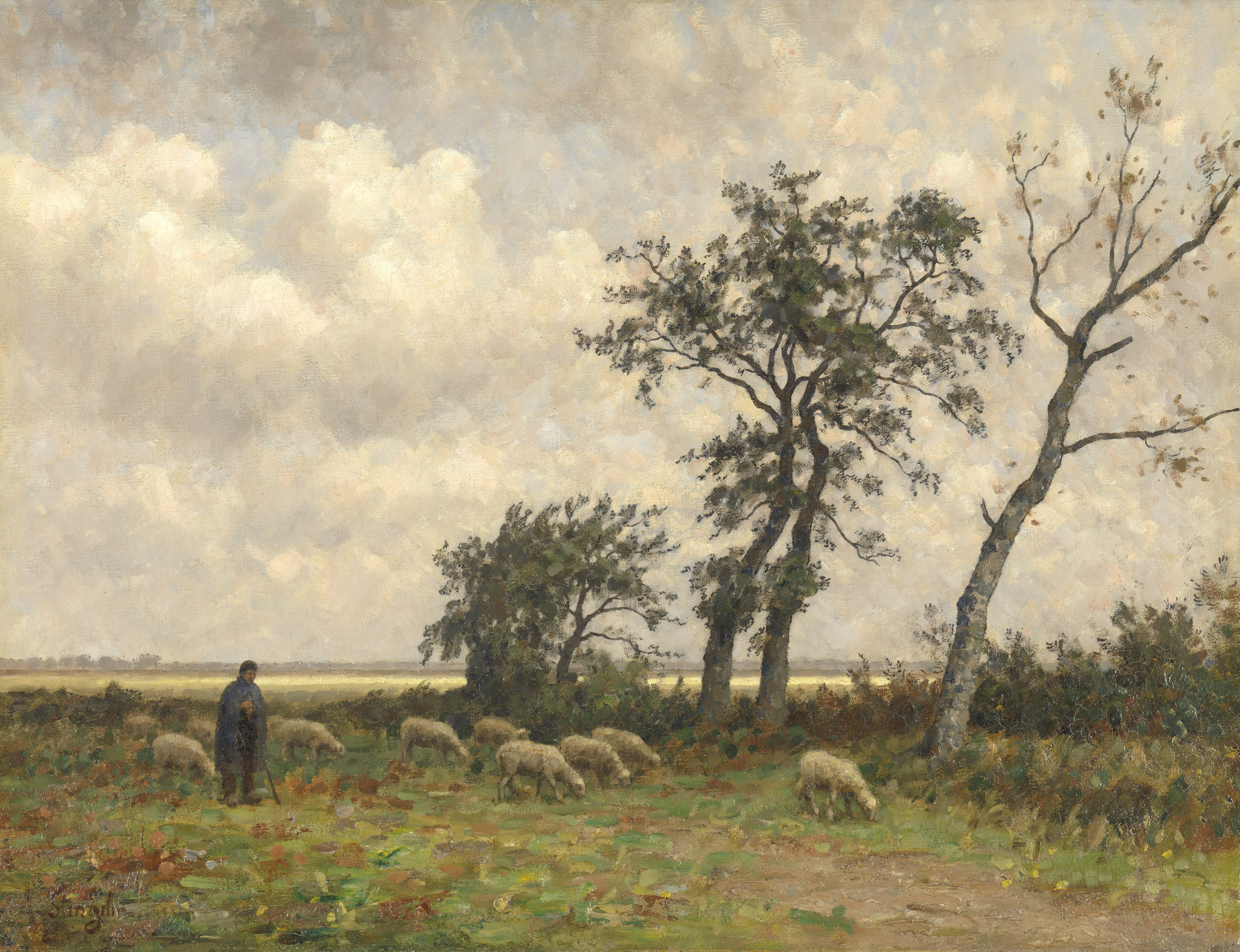
Paysage à Drenthe, huile sur toile, Rijksmuseum Amsterdam

- Tête de bovins (face et profil), dessin, 8 x 16 cm, Gray (Haute-Saône), musée Baron-Martin

## Conservation
En France, des huiles sur toile de Stengelin se trouvent dans les collections de nombreux musées: musée des beaux-arts de Lyon, musée des beaux-arts de Bordeaux, de Marseille, Nantes, Pau, et au Musée Fabre à Montpellier, qui possède en réserve une huile sur toile monumentale de 2,10 sur 3,30 mètres intitulée "Fin d'automne en Hollande". 
A Paris, le Musée d'Orsay possède dans ses collections une marine de Stengelin intitulée "Soleil couchant sur la mer du Nord" . 
En Suisse, le Musée d'Art et d'Histoire de Genève possède également dans ses collections une huile sur toile et une eau-forte signés Stengelin .
Aux Pays-Bas, le Rijksmuseum Amsterdam possède un fonds important de toiles et gravures. 